# جوزيف إغلستون
جوزيف إغلستون هو محامي وسياسي أمريكي، ولد في 24 نوفمبر 1754 في مقاطعة ميديلسكس في الولايات المتحدة، وتوفي في 14 فبراير 1811 في مقاطعة أميليا في الولايات المتحدة. انتخب عضو مجلس نواب الولايات المتحدة عن ولاية فرجينيا ‏ وانتخب عضو مجلس النواب الأمريكي ‏.